# 戈爾博韋 (諾夫哥羅德-謝韋爾斯基區)
51°56′27″N 33°13′37″E / 51.94083°N 33.22694°E
戈爾博韋（烏克蘭語：Горбове）是位於烏克蘭北部切爾尼希夫州裏諾夫霍羅德-錫韋爾斯基區的村莊，始建於1552年，面積1.73平方公里，海拔高度146米，2001年人口356，人口密度每平方公里205.78人。